# Ржавец (Шацкий район)
Ржаве́ц — село в Шацком районе Рязанской области в составе Кучасьевского сельского поселения.

## Географическое положение
Село Ржавец расположено на Окско-Донской равнине у истоков ручья Гремячка (левый приток реки Аза) в 18 км к северо-востоку от города Шацка. Расстояние от села до районного центра Шацк по автодороге — 28 км.
В селе имеется большой пруд, из которого вытекает ручей Гремячка. К югу от села расположены балки Гремячка (по дну которой протекает ручей) и Яныкин Барак; к западу находится балка Студенка с временным водотоком того же названия; к северу — балка Мамайский Овраг. Ближайшие населенные пункты — деревни Наша и Невеличка, села Кучасьево, Сборное и Тростяное.

## Население
| 1989 | 2010 | 2012 |
| ---- | ---- | ---- |
| 101  | ↘14  | ↗22  |

## Происхождение названия
Название населенного пункта соотносится со словом «ржавец» — болото с застойной и ржавой водой; ручей из такого болота; источник, дающий воду с окислами железа. Обычно такое наименование получает болото или ручей, населенный пункт же именуется по болоту или ручью.

## История
В начале XX века в селе Ржавец имелось две церкви. Старая деревянная холодная Покровская церковь была построена в 1860 г. по инициативе и на средства тайного советника и обер-камергера Э. Д. Нарышкина, и имела один престол — во имя Покрова Пресвятой Богородицы; новая, также деревянная Покровская церковь была построена в 1910 году по инициативе и на средства купца Назарова, и имела три престола: главный — во имя Покрова Пресвятой Богородицы, и придельные — в честь Михаила Архангела и святого преподобного Серафима Саровского.
К 1911 году причт Покровских церквей села Ржавец по штату состоял из священника и псаломщика. За церквями числилось 2 дес. усадебной и 46 десятин пахотной земли, в том числе 40 десятин удобной и 6 десятин неудобной от церкви в 1 версте. Земля давала годового дохода 400 руб., братский годовой доход составлял 580 руб. Дома у причта были собственные.
В состав прихода Покровской церкви села Ржавец входили также деревни Екатериновка, Кучасьево тож, Сборная, Студенка тож, и Невеличка.
К 1911 году, по данным А. Е. Андриевского, в селе Ржавец насчитывалось 175 крестьянских дворов, в которых проживало 822 души мужского и 882 женского пола. Жители занимались земледелием и отхожим промыслом — выделкой овчин. Душевой надел местных крестьян составлял 1 десятину.
Помимо двух церквей в селе имелись больница, церковно-приходское попечительство, одноклассная смешанная церковно-приходская и одноклассная смешанная земская школы, церковная библиотека в 130 томов и крупная экономия (имение) купца Назарова.

## Транспорт
Основные грузо- и пассажироперевозки осуществляются автомобильным транспортом. Село Ржавец имеет выезд на проходящую поблизости автомобильную дорогу федерального значения М-5 «Урал»: Москва — Рязань — Пенза — Самара — Уфа — Челябинск.